# Thorigné-sur-Dué
 Thorigné-sur-Dué  es una población y comuna francesa, situada en la región de Países del Loira, departamento de Sarthe, en el distrito de Mamers y cantón de Bouloire.

## Demografía
| 1182 | 1424 | 1555 | 1493 | 1518 | 1546 |
| Para los censos de 1962 a 1999 la población legal corresponde a la población sin duplicidades (Fuente: INSEE [Consultar]) |      |      |      |      |      |